# العلاقات الفلسطينية الكورية الجنوبية
العلاقات الفلسطينية الكورية الجنوبية هي العلاقات الدولية بين دولة فلسطين وجمهورية كوريا.

## التاريخ
لم تعترف الحكومة الكورية الجنوبية بدولة فلسطين منذ إعلان استقلالها في عام 1984 وحتى الآن، وعلى الرغم من ذلك تُساند العديد من المنظمات الحقوقية غير الحكومية في كوريا الجنوبية القضية الفلسطينية وحقوق الشعب الفلسطيني، ففي عام 2021 نظمت عدة جمعيات حقوقية كورية جنوبية عدد من الوقفات الاحتجاجية أمام مقر السفارة الإسرائيلية بالعاصمة الكورية الجنوبية سول تُطالب بوقف التطهير العرقي والقمع والحصار الذي تفرضه الحكومة الإسرائيلية على قطاع غزة.
تقدم الحكومة الكورية الجنوبية المساعدات الإغاثية للشعب الفلسطيني وتوفّر الدعم للمؤسسات الدولية الموجودة في فلسطين والمشاريع التنموية التاابعة للسلطة الوطنية الفلسطينية من خلال مكتب الوكالة الكورية للتعاون الدولي (كويكا).
في 29 مارس 2007، افتتح رامي الحمد الله رئيس جامعة النجاح الوطنية وممثل كوريا الجنوبية لدى السلطة الفلسطينية المعهد الكوري الفلسطيني المتميز لتكنولوجيا المعلومات الذي مولت إنشائه كوريا الجنوبية.
في 26 يونيو 2023، تفقد الرئيس محمود عباس مبنى المدرسة الوطنية الفلسطينية للإدارة في قرية أبو شخيدم شمال غرب محافظة رام الله والبيرة، وأشاد بالدعم الكوري الجنوبي لتمويل وإنشاء المدرسة.

## التمثيل الدبلوماسي
أفتتح مكتب ممثلية جمهورية كورية الجنوبية لدى السلطة الوطنية الفلسطينية في تشرين الثاني (نوفمبر) عام 2005 كمكتب تابع لسفارة كوريا الجنوبية في إسرائيل، وفي تشرين الثاني (نوفمبر) من عام 2014 انتقل مقر ممثلية كوريا الجنوبية إلى مدينة البيرة التابعة لمحافظة رام الله في دولة فلسطين. ويشغل السفير سونغ سي جين منصب رئيس البعثة الدبلوماسية الكورية الجنوبية في فلسطين اعتبارًا من 6 تشرين الثاني (أكتوبر) عام 2020، وحتى الآن.
يوجد مقر السفارة الفلسطينية في كوريا الجنوبية في العاصمة الكورية سول، ويشغل السفير الفلسطيني وليد صيام سفير دولة فلسطين في اليابان منصب سفير دولة الفلسطين وهو غير مقيم في كوريا الجنوبية.